# Hintere Hintereisspitze
Hintere Hintereisspitze är en bergstopp i Österrike.   Den ligger i distriktet Imst och förbundslandet Tyrolen, i den västra delen av landet, 500 km väster om huvudstaden Wien. Toppen på Hintere Hintereisspitze är 3 486 meter över havet, eller 311 meter över den omgivande terrängen. Bredden vid basen är 4,1 km.
Terrängen runt Hintere Hintereisspitze är bergig åt sydväst, men åt nordost är den kuperad. Runt Hintere Hintereisspitze är det mycket glesbefolkat, med 6 invånare per kvadratkilometer.. Närmaste större samhälle är Obergurgl, 19,7 km öster om Hintere Hintereisspitze. 
Trakten runt Hintere Hintereisspitze består i huvudsak av gräsmarker.